# Sakaiminato, Tottori
Sakaiminato (境港市 Sakaiminato-shi) là một thành phố thuộc tỉnh Tottori, Nhật Bản.